# テロリズムの定義
テロリズムの定義（テロリズムのていぎ）に関する普遍的な合意はない。様々な法制度と諸官庁が異なった定義を用いている。その上、諸政府は意見を一致させた法的拘束力のある明確な定義を下そうとはしてこなかった。これらの困難な状況は、その用語が政治的に、そして感情的に変化するという事実から生じる。例えば、アメリカ合衆国では、合衆国法典第22編第38章第2656f条において、テロリズムとは「準国家的集団又は秘密の代理人による、非戦闘員を標的とし、事前に計画された政治的な動機を持つ暴力をいう」と定義されている。テロリズムの教科書に載っている定義には、以下のようなものが含まれている:
- テロリズムは、政治的目的、宗教的又はイデオロギー的な変化を追求しようとして、特に民間人に対して、暴力又はその脅威を行使することである。
- テロリズムは非国家主体又はその各々の政府のために仕えている秘密捜査員によってのみ関与され得る。
- テロリズムは直接の対象となる犠牲者以外にも影響が及び、より広範囲にわたる社会から成る標的にも向けられる。
- テロリズムは「禁じられた悪（ラテン語：mala prohibita）」（すなわち、法律により違法とされた犯罪。法定犯。）であり、かつ「それ自体の悪（ラテン語：mala in se）」（すなわち、本来的な不道徳または不正。自然犯。）でもある。

以下に示す暴力またはその脅威の判定基準はテロリズムの定義には該当しない:
- 戦時（布告された戦争も含む）または平時の暴力行為で、合法か違法かを問わず、国民国家が別の国民国家に対して関与し、適切に制服を着た軍隊またはそのような国民国家の合法的な戦闘員により実行される行為。
- 人命または財産を脅威に晒す犯罪者を殺傷、逮捕、または処罰するための武力行使のような正当な自衛行為。
- 敵の戦闘員と敵の戦争遂行努力（英語版）の不可欠な部分である戦略的なインフラストラクチャーのような、戦争における合法的目標。
- 戦争で合法的目標を攻撃する試みまたはその攻撃中に、非戦闘員の目標に付随的な損害を与えることを含む、付帯的損害。

なぜテロリズムの定義に関する普遍的な合意がないのかについては、多くの理由がある。Angus Martynは、オーストラリア議会に提出した報告資料の中で、「国際社会は一般に受け入れられる包括的なテロリズムの定義を作り上げることに成功したことがない。1970年代から1980年代の間、その用語を定義しようとした国際連合の試みは、主に暴力の行使について、民族解放を巡る紛争や民族自決の文脈の中で、様々なメンバー間で意見が一致しなかったために行き詰まった。」と述べている。これらの意見の相違は、単一の、包括的な、法的拘束力のある、刑法のテロリズムの定義を取り入れる国際テロリズムに対する包括条約の締結を不可能にしてしまっている。
その間、国際社会は様々な種類のテロリストの活動を定義し、それを違法とする一連のセクター別の協定を採択した。加えて、1994年以来、国際連合総会は次のようなテロリズムの政治的説明を用いてテロリストの行為を非難している:「政治目的で、一般の人々、集団または特定の人々の間に恐怖の状態を引き起こすために意図された、または計算された犯罪行為は、それらを正当化するために引き合いに出されることがある、政治的、哲学的、イデオロギー的、人種的、民族的、宗教的またはその他の性質を帯びた理由が何であれ、いかなる場合も正当化されない。」
2003年のJeffrey Recordによる研究では、1988年のアメリカ陸軍による研究 (Schmid and Jongman 1988) を引用して、（1988年当時までに）テロリズムの定義の数は109を数え、合計22個の異なる定義要素を含んでいたという。さらにRecordは続けて「テロリズムの専門家Walter Laqueurも100を超える定義を数えており、“それに対してただ一つ、一般的に合意を得た一般的特徴は、テロリズムは暴力や暴力の脅威を伴うということだ”と結論づけた。けれども、別にテロリズムも暴力や暴力の脅威を伴う唯一の企てではない。戦争、威圧的な外交、そして酒場での乱闘騒ぎもそうである。」と述べた。